# Béla Volentik
Béla Volentik (ur. 5 grudnia 1907 w Szolnoku, zm. 27 października 1990 w Budapeszcie) – węgierski piłkarz, a także trener.

## Kariera piłkarska

### Kariera klubowa
W swojej karierze Volentik reprezentował barwy zespołów Nemzeti SC, Újpest FC, FC Kreuzlingen, FC La Chaux-de-Fonds, Bocskay FC oraz FC St. Gallen. Wraz z Újpestem dwukrotnie zdobył mistrzostwo Węgier (1930, 1931).

### Kariera reprezentacyjna
W reprezentacji Węgier Volentik wystąpił jeden raz, 10 kwietnia 1927 w wygranym 3:0 towarzyskim meczu z Jugosławią.

## Kariera trenerska
Volentik karierę szkoleniową rozpoczął jako grający trener w klubach FC Kreuzlingen oraz FC La Chaux-de-Fonds. Następnie trenował FC Aarau, a w latach 1938–1942 był grającym szkoleniowcem FC St. Gallen, z którym w sezonie 1938/1939 zdobył z nim mistrzostwo Szwajcarii. Następnie prowadził zespół BSC Young Boys, który w sezonie 1944/1945 doprowadził do zwycięstwa w rozgrywkach Pucharu Szwajcarii.
Kolejnym klubem Volentika był FC Lugano, który trenował od 1947 do 1950, a w sezonie 1948/1949 zdobył z nim mistrzostwo Szwajcarii. W sezonie 1950/1951 prowadził zespół Lausanne Sports, z którym również wywalczył mistrzostwo Szwajcarii. Następnie był szkoleniowcem FC Lugano, a w 1953 roku został selekcjonerem reprezentacji Luksemburga. W roli tej zadebiutował 20 września 1953 w przegranym 1:6 meczu eliminacji Mistrzostw Świata 1954 z Francją. Kadrę Luksemburga poprowadził w 9 meczach, z których wszystkie były przegrane.
W 1955 roku Volentik wrócił na Węgry, gdzie prowadził drużyny Műegyetemi Haladás SE, MTK oraz Pécsi Dózsa.
Wraz z MTK w 1957 roku wywalczył wicemistrzostwo Węgier. Od 1960 do 1962 był selekcjonerem olimpijskiej reprezentacji Węgier, którą doprowadził do brązowego medalu na Letnich Igrzyskach Olimpijskich 1960.
W kolejnych latach Volentik był jeszcze trenerem reprezentacji Bułgarii, węgierskiego MTK, a także wschodniemieckiego klubu Berliner FC Dynamo. Z MTK dotarł do finału Pucharu Zdobywców Pucharów, przegranego jednak ze Sportingiem.